# Variable estadística
Una variable estadística es una herramienta o instrumento matemático que representa una característica de estudio de un objeto observable que puede cambiar  y cuyo cambio o variación  es representado por un "número" (un número es un concepto abstracto que se emplea para contar -cantidades-, medir -magnitudes- y etiquetar). 
Es decir, los distintos valores numéricos que toma la variable equivalen a los distintos comportamientos/cambios que se producen en la característica que queremos estudiar/medir del objeto observable y que son "representados/recogidos en su observación" mediante dicha "variable". 
Así mismo, las variables adquieren valor cuando se relacionan con otras variables, es decir, si forman parte de una hipótesis o de una teoría. En este caso se las denomina constructos o construcciones hipotéticas.
Se dividen en 2 tipos:
- Una estadística inferencial

realiza el estudio descriptivo sobre un conjunto de la población llamada muestra y posteriormente extiende los resultados obtenidos a toda la población ejemplo: una encuesta acerca de las elecciones presidenciales en un país.
- Una estadística descriptiva

realiza el estudio sobre una población completamente observando una característica de esta misma calculando parámetros que den información Global en toda la población, ejemplo: Encuesta sobre la vida de una persona en una ciudad.
Se distinguen cuatro clases básicas de "constructos":
- Conceptos: Unidades con que se construyen las proposiciones. Desde el punto de vista matemático un concepto es, sea un individuo, sea un conjunto, sea una relación.
- Proposiciones: Constructos que satisfacen algún cálculo proposicional y que, por añadidura, pueden ser evaluados en lo que respecta a su grado de verdad.
- Contexto: Conjunto de proposiciones formadas por conceptos con referentes comunes.
- Teoría: Contexto cerrado respecto de las operaciones lógicas.

Por lo tanto, a partir de estos conceptos se puede decir que una "variable estadística" es un instrumento matemático que representa una característica/fenómeno/observación/comportamiento que se desea investigar (mediante su equivalente en números para poder ser medida; y si la matemática lo permite ya que, por ejemplo, la división por cero genera indeterminaciones que necesitan de conclusiones adicionales de carácter epistemológico para entender problemas) con objeto de  que, posteriormente, sirva de referencia  y conocimiento para la toma de decisiones mediante distintas soluciones (i.e., mantener la situación actual o corregirla para buscar nuevos comportamientos que, de nuevo, se representarán por valores numéricos). 
Así mismo, y con objeto de resumir gran cantidad de valores numéricos/comportamientos, la variable puede estar formada por muchas, lo que da lugar a fórmulas o indicadores estadístico-matemáticos (i.e, media, moda, mediana, varianza, desviación estándar, etc.).
Clasificación de las variables estadísticas en función de las distintas características matemáticas
Aunque es un campo que necesita de una mayor profundización, se puede, en términos muy generales, realizar la siguiente clasificación de las distintas características/comportamientos que puede adoptar una variable estadística:
- Categóricas
- Numéricas

Las variables categóricas se dividen de la siguiente forma:
- Dicotómicas
- Nominales
- Ordinales

Y las variables numéricas se dividen de la siguiente manera:
- Continua
- Discreta

Podemos definir como variable cualitativa, toda aquella variable que, como su propio nombre indica, expresa una cualidad, característica o modalidad. Se conoce como atributo o categoría a cada modalidad que se presenta, y su medición es la clasificación de dichos atributos.

## Variables categóricas
En las ciencias de la salud es bastante frecuente encontrarse con variables categóricas, como el sexo, la raza, lugar de procedencia, categoría laboral, etc., son ejemplos de este tipo de variables con las que nos podemos encontrar en nuestro diario vivir.
Estas son variables sobre las que únicamente es posible obtener una medida de tipo nominal u ordinal (con muy pocos valores) los valores que presentan corresponden a categorías discretas. Estas categorías no pueden ser ordenadas y representan grupos diferentes, como ya mencionamos.
También se toma en cuenta que una variable se mide utilizando una escala de medición. La elección de las escalas de medición que se utilizarán depende del tipo de variable en estudio y el manejo estadístico al que se someterá la información; es decir, existe una correspondencia directa entre tipo de variable y escala de medición.
Las variables categóricas pueden clasificarse en:

### Variable nominal
Es aquella variable cualitativa cuya categoría no sigue ningún orden, se agrupa sin ninguna jerarquía entre sí.
Ejemplos:
- Lateralidad (zurdo, diestro)
- Estado civil (soltero, casado, divorciado, unión libre)
- Grupo sanguíneo (Grupo A-Grupo B-Grupo AB-Grupo 0)

No admiten puntuaciones numéricas ordenadas significativamente. Sin embargo, a veces en las computadoras se muestra la categoría de estas variables mediante ciertos códigos computacionales; por ejemplo, a la variable sexo se le asignan los siguientes códigos: hombre-0, mujer-1.

### Variable ordinal
Son aquellas variables categóricas con orden secuencial o progresión natural esperable o jerarquía.
Ejemplos:
- Medalla deportiva (oro, plata, bronce)
- Nivel de clase educativa (último año, primer año, etc.)

### Variable dicotómica
Es aquella variable categórica que puede adoptar solamente dos valores.
Ejemplos:
- Sexo (masculino, femenino)
- Obesidad (sí, no)

## Variables numéricas
También llamadas variables cuantitativas. Describen una característica respecto a un valor numérico o cantidad.

### Variables continuas
Son aquellas características que se miden dentro de un rango continuo infinito de valores numéricos y se registran con números reales. Pueden presentar cualquier valor dentro de cierto intervalo.
Ejemplos: 
- Estatura (1,76543 m)
- Peso (55,6625 kg)
- Tamaño de lesión de leishmaniasis (6,0458 mm)
- Ingreso familiar ($ 455.651,86)
- Dosis efectiva 50 (ED50=12,5 ug/mL)

### Variables discretas
También llamadas discontinuas, están asociadas a conteos o enumeraciones, razón por la cual solo pueden registrarse con números naturales (0,1,2,3, etc.)
Ejemplos:
- Edad (años cumplidos) (18, 25, 44)
- Número de hijos en una familia (0, 1, 2, 3, etc.)
- Número de células en una muestra de sangre (27, 70, 85)
- Número de pétalos en una flor (4, 5, 6)
- Número de familias residentes en una manzana (20, 25, 45)
- Número de insectos atrapados en una red (0, 1, 2, 5, 10)

## Tipos de variables[2]
- Variable independiente, dependiente e interviniente
- Variable controlada y aleatoria
- Variable hipotética y observable
- Variables atributivas y activas
- Variable estímulo y respuesta
- Variable cualitativa y cuantitativa

## Según el nivel de medida
Según el nivel de medición o también según el criterio metodológico, pueden ser:

### Variables cualitativas
Son el tipo de variables que, como su nombre lo indica, expresan distintas cualidades, características o modalidad. Cada modalidad que se presenta se denomina atributo o categoría, y la medición consiste en una clasificación de dichos atributos. Las variables cualitativas pueden ser dicotómicas cuando solo pueden tomar dos valores posibles, como sí y no, hombre y mujer, o ser politómicas cuando pueden adquirir tres o más valores. Dentro de ellas podemos distinguir: 
- Variable cualitativa ordinal o variable cuasicuantitativa: La variable puede tomar distintos valores ordenados siguiendo una escala establecida, aunque no es necesario que el intervalo entre mediciones sea uniforme; por ejemplo: leve, moderado, fuerte.

- Variable cualitativa nominal: En esta variable los valores no pueden ser sometidos a un criterio de orden, como por ejemplo los colores o el lugar de registro.

### Variables cuantitativas
Son las variables que toman como argumento cantidades numéricas, por lo que son variables matemáticas. Las variables cuantitativas además pueden ser:
- Variable discreta: Es la variable que presenta separaciones o interrupciones en la escala de valores que puede tomar. Estas separaciones o interrupciones indican la ausencia de valores entre los distintos valores específicos que la variable pueda asumir. Ejemplo: El número de hijos (1, 2, 3, 4, 5).

- Variable continua: Es la variable que puede adquirir cualquier valor dentro de un intervalo especificado de valores. Por ejemplo la masa (2,3 kg, 2,4 kg, 2,5 kg,...) o la altura (1,64 m, 1,65 m, 1,66 m,...), o el salario. Solamente se está limitado por la precisión del aparato medidor, en teoría permiten que  exista indefinidos valores entre dos variables.

## Según la influencia
Según la influencia que asignemos a unas variables sobre otras, estas podrán ser:

### Variables independientes
Una variable independiente es aquella cuyo valor no depende de otra variable. Es aquella característica o propiedad que se supone es la causa del fenómeno estudiado. En investigación experimental se llama así a la variable que el investigador manipula.
Las variables independientes es en la que el investigador escoge para establecer agrupaciones en el estudio, clasificando intrínsecamente a los casos del mismo. Un tipo especial son las variables de control, que modifican al resto de las variables independientes y que de no tenerse en cuenta adecuadamente pueden alterar los resultados por medio de un sesgo. 
La variable independiente se suele representar en el eje de abscisas.
La variable independiente es la que se le asignan valores arbitrarios

### Variables dependientes
Una variable dependiente es aquella cuyos valores dependen de los que tomen otra variable. La variable dependiente es una función que se suele representar por la y. La variable dependiente se representa en el eje ordenadas.
Son las variables de respuesta que se observan en el estudio, y que podrían estar influidas por los valores de las variables independientes.
Hayman (1974 : 69) la define como propiedad o característica que se trata de cambiar mediante la manipulación de la variable independiente.
La variable dependiente es el factor que es observado y medido para determinar el efecto de la variable independiente.

## Otras variables

### Variables intervinientes
Son aquellas características o propiedades que, de una manera u otra, afectan el resultado que se espera y están vinculadas con las variables independientes y dependientes. Y es muy similar a la variable moderadora aunque no son iguales solo son muy similares a la forma de relacionarlas.

### Variables moderadoras
Según Tuckman: Representan un tipo especial de variable independiente, que es secundaria, y se selecciona con la finalidad de determinar si afecta la relación entre la variable independiente primaria y las variables dependientes.

### Variable controlada
Es la variable que los valores que presenta son determinados por el propio investigador. Se la usa en investigaciones de experimentación.

### Variable aleatoria
Es la variable que no está determinada por el investigador, ya que no depende de él. En probabilidad y estadística, una variable aleatoria es una función que asigna un valor, usualmente numérico, al resultado de un experimento aleatorio. Por ejemplo, los posibles resultados de tirar un dado dos veces: (1, 1), (1, 2), etc. o un número real (p.e., la temperatura máxima medida a lo largo del día en una ciudad concreta).Los valores posibles de una variable aleatoria pueden representar los posibles resultados de un experimento aún no realizado, o los posibles valores de una cantidad cuyo valor actualmente existente es incierto (p.e., como resultado de una medición incompleta o imprecisa).

### Variable hipotética
Denominadas también como constructos, estas variables no son observables, sino que se infieren a través de sus defectos o conductas.

### Variable observable
Denominadas también experimentales, estas pueden ser objetos de observación y de medición directa.

### Variables atributivas
Son aquellas que no se pueden, sino solo ser observadas o representar características humanas.

### Variables activas
Son aquellas que son susceptibles a experimentación y manipulación.

### Variables estímulo
Es aquella que cualquier condición o manipulación, introducida por el ambiente y provoque una respuesta en el organismo.

### Variable respuesta
Es la respuesta del organismo hacia la variable estímulo. Una variable de respuesta es un resultado medido dentro de un ensayo que puede ser influenciado por otros factores. Por ejemplo, en un ensayo se puede probar si un fármaco nuevo es eficaz para reducir un síntoma determinado de una enfermedad del corazón.

## Relación entre las variables
Los diferentes tipos de variables antes mencionados tienen relación con las diferentes áreas de la Estadística pero de igual forma con el área de Investigación Formativa. La decisión de qué variable utilizar depende de la relación que exista entre las variables.
| VARIABLE INDEPENDIENTE | VARIABLE DEPENDIENTE | VARIABLE INTERVINIENTE      |
| Horas de ejercicio     | Cansancio            | Trato del preparador físico |

| VARIABLE CONTROLADA                                              | VARIABLE ALEATORIA                                 |
| Número de comidas consumidas por los participantes de un estudio | Medición de la presión sistólica en 100 individuos |

| VARIABLE HIPOTÉTICA                                         | VARIABLE OBSERVABLE                      |
| La "inteligencia " es observable y medible por sus efectos. | La altura o el peso de unos estudiantes. |

| VARIABLE ATRIBUTIVA                        | VARIABLE ACTIVA               |
| Grupo sanguíneo de estudiantes de medicina | El número de horas de estudio |

| VARIABLE ESTÍMULO                          | VARIABLE RESPUESTA                                              |
| El aumento de ejercicio y actividad física | Disminución del riesgo de padecer enfermedades cardiovasculares |